# Trinidad og Tobago ved vinter-OL 2022
Trinidad og Tobago deltager i vinter-OL 2022 i Beijing, Kina i perioden 4. – 20. februar 2022.

## Medaljer
| 2022 Beijing       | Guld | Sølv | Bronze | Total |
| Trinidad og Tobago | -    | -    | -      | -     |

### Medaljevindere
| Trinidad og Tobago under vinter-OL 2022 i Beijing | Trinidad og Tobago under vinter-OL 2022 i Beijing | Trinidad og Tobago under vinter-OL 2022 i Beijing | Trinidad og Tobago under vinter-OL 2022 i Beijing | Trinidad og Tobago under vinter-OL 2022 i Beijing |
| Medalje                                           | Navn                                              | Sport                                             | Event                                             | Dato                                              |
| ------------------------------------------------- | ------------------------------------------------- | ------------------------------------------------- | ------------------------------------------------- | ------------------------------------------------- |
| Guld                                              | -                                                 | -                                                 | -                                                 | -                                                 |
| Sølv                                              | -                                                 | -                                                 | -                                                 | -                                                 |
| Bronze                                            | -                                                 | -                                                 | -                                                 | -                                                 |